# Shakermaker
Shakermaker è il secondo singolo della band inglese Oasis, pubblicato nel giugno 1994. Giunse alla posizione numero 11 della Official Singles Chart.
Fu la prima canzone suonata dal gruppo nel corso della trasmissione Top of the Pops.

## Testo
La canzone è un esempio lampante di come Noel Gallagher riesca a comporre testi senza senso apparente costruendoci una melodia accattivante e rendendo la canzone popolare. Lo stesso Gallagher ha ammesso di aver tratto le parole della canzone da ciò che gli stava intorno.
Per quanto riguarda il titolo, lo "shaker maker" era un gioco popolare negli anni settanta, tra i preferiti del giovane Noel. Il gioco consentiva di creare dei pupazzetti di plastilina per scuotimento (shake). Nella canzone vengono citati anche i personaggi di "Mr. Soft" e "Mr. Clean", entrambi tratti da canzoncine pubblicitarie.
I versi: "Mr. Sifter sold me songs when I was just 16 / Now he stops at traffic lights but only when they're green" ("Il signor Sifter mi ha venduto canzoni quando avevo appena 16 anni. Ora si ferma al semaforo, ma solo quando è verde"), sono stati scritti da Noel in taxi, mentre era fermo a un semaforo sulla via degli studi di registrazione. Mr. Sifter's è un negozio di dischi situato a Fog Lane a Didsbury, sobborgo di Manchester, di proprietà di Peter Howard. Nel negozio i Gallagher acquistarono i loro primi album.
Il brano è costato 500 000 dollari australiani di multa agli Oasis, in quanto fu stabilito l'uso non autorizzato della melodia di I'd Like to Teach the World to Sing nella versione dei New Seekers, famosa canzone abbinata allo spot televisivo della Coca-Cola degli anni '70. In alcune esibizioni acustiche, Noel ha cambiato le ultime strofe della canzone da "Shake along with me" a "We all drink Pepsi" ("Beviamo tutti Pepsi"), con intento provocatorio. Inoltre, in alcune esibizioni live, il cantante Liam Gallagher ha provocatoriamente inserito il testo dello spot nella canzone, creando un divertente mix.

## Video
Il videoclip del brano è stato diretto da Mark Szaszy. Nel video ci sono molti riferimenti all'infanzia dei fratelli Gallagher:
- Gli Oasis si esibiscono nel giardino di una casa nel quartiere di Burnage, a Manchester. L'appartamento in questione è quello in cui la famiglia Gallagher traslocò dopo la nascita di Liam.
- Durante il video Liam entra in un negozio di dischi usati chiamato Sifter Records, situato a Didsbury a sud di Manchester, ed è quello in cui i due fratelli Gallagher andavano a rifornirsi da giovani (è tuttora in attività). Nel negozio Liam prende in mano il disco in vinile di Red Rose Speedway di Paul McCartney, l'album che gli fu regalato da alcuni amici per i suoi diciotto anni.
- Nel video appare anche, per pochi secondi, un filmino in cui si vede Noel all'età di circa 6 anni rincorrere un pallone.

## Tracce
CD
1. Shakermaker - 5:11
2. D'Yer Wanna Be A Spaceman? - 2:41
3. Alive' (8 Track Demo) - 3:56
4. Bring It On Down (Live) - 4:17

7" CRE 182
1. Shakermaker - 5:11
2. D'Yer Wanna Be A Spaceman? - 2:41

12" CRE 182T
1. Shakermaker - 5:11
2. D'Yer Wanna Be A Spaceman? - 2:41
3. Alive (8 Track Demo) - 3:56

Cassetta
1. Shakermaker - 5:11
2. D'Yer Wanna Be A Spaceman? - 2:41

## Formazione
- Liam Gallagher – voce, tamburello
- Noel Gallagher – chitarra solista, cori
- Paul "Bonehead" Arthurs – chitarra ritmica
- Paul "Guigsy" McGuigan – basso
- Tony McCarroll – batteria

## Classifiche
| Classifica (1994) | Posizione massima |
| ----------------- | ----------------- |
| Regno Unito       | 11                |